# Hierodula quinquepatellata
Hierodula quinquepatellata es una especie de mantis de la familia Mantidae.

## Distribución geográfica
Se encuentra en Isla de Flores (Indonesia), Lombok y Sumbawa.